# امانوئل بوعزیز
امانوئل بوعزیز (فرانسوی: Emmanuelle Bouaziz‎؛ زادهٔ) هنرپیشه، خوانندگی، رقص الجزایری تبار اهل فرانسه است.
از فیلم‌ها یا برنامه‌های تلویزیونی که وی در آنها نقش داشته‌است می‌توان به ایست‌اندرز اشاره کرد.